# شعب السنف (العدين)

تعديل مصدري - تعديل

شعب السنف محلة تابعة لقرية الشريج، التابعة لعزلة بني زهير بمديرية العدين إحدى مديريات محافظة إب في الجمهورية اليمنية.، بلغ تعداد سكانها 20 حسب تعداد اليمن لعام 2004.